# Ошлань
Ошлань — река в России, протекает в Кировской области. Устье реки находится в 143 км по правому берегу реки Воя. Длина реки составляет 40 км, площадь водосборного бассейна 271 км².
Исток реки южнее деревни Медведи (Березниковское сельское поселение, Кумёнский район). Река течёт на юго-запад, затем на юг. Протекает село Березник, центр Березниковского сельского поселения, а ниже село Ошлань, центр Ошланского сельского поселения, Богородского района. В среднем течении образует границу Богородского и Кумёнского районов, в нижнем течении — границу Богородского и Сунского районов. Впадает в Вою севернее села Рождественское.

## Притоки (км от устья)
- 12 км: река Мармыг (лв, в водном реестре — река без названия)
- 18 км: река Карачиха (пр, в водном реестре — река без названия)

## Данные водного реестра
По данным государственного водного реестра России относится к Камскому бассейновому округу, водохозяйственный участок реки — Вятка от города Котельнич до водомерного поста посёлка городского типа Аркуль, речной подбассейн реки — Вятка. Речной бассейн реки — Кама.
По данным геоинформационной системы водохозяйственного районирования территории РФ, подготовленной Федеральным агентством водных ресурсов:
- Код водного объекта в государственном водном реестре — 10010300412111100037891
- Код по гидрологической изученности (ГИ) — 111103789
- Код бассейна — 10.01.03.004
- Номер тома по ГИ — 11
- Выпуск по ГИ — 1